# Amina Dagi

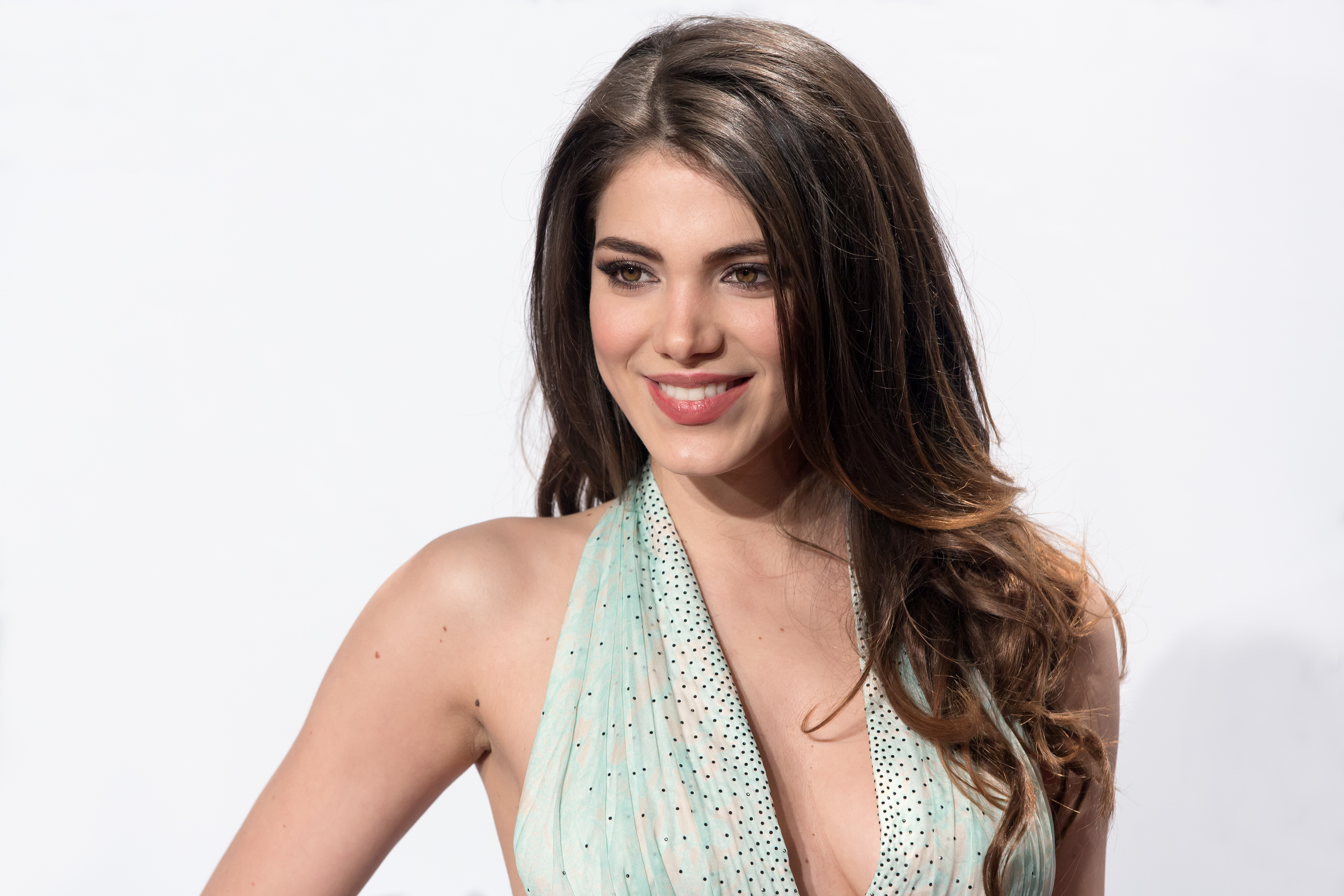
Amina Dagi beim Wiener Filmball 2015

Amina Dagi (* 12. Februar 1995 in Dagestan, Russland als Amina Mirzakhanova, russisch Амина Мирзаханова) ist ein österreichisches Model. Sie ist die Miss Austria 2012 und vertrat Österreich bei der Wahl zur Miss World 2012 in Ordos (Volksrepublik China).

## Werdegang
Amina Dagi wurde 1995 in Dagestan im Nordkaukasus geboren. Ihre Eltern flohen aus dem Land und sie lebte seit 2003 in Bludenz in Österreich.
„Dagi“ ist ein Künstlername – diesen hatte sich Amina in Anlehnung an ihr Geburtsland gegeben. Die gebürtige Russin ist 1,75 m groß, hat braune Haare und braune Augen. Sie besuchte das Bundesgymnasium Bludenz.
2012 wurde die damals 17-Jährige zur Miss Vorarlberg und bei der Miss-Austria-Wahl am 30. März im Grand Casino Austria in Baden wurde sie unter siebzehn Kandidaten zur Miss Austria 2012 erkoren. Im August trat sie in Ordos (China) bei der Miss World-Wahl an.
Amina Dagi war liiert mit dem Immobilienmakler Marcel Remus.
Im Dezember 2015 wurde sie für Österreich bei der Miss-Universe-Wahl in Las Vegas in den USA anstelle der verhinderten Annika Grill (Miss Austria 2015) nominiert, sie schaffte es nicht in das Finale der Top 15 und der Titel ging an das philippinisch-deutsche Model Pia Wurtzbach.
Seit März 2017 arbeitet Dagi bei der International Judo Federation im Bereich Organisation und Protokoll.
Amina Dagi lebt heute in Istanbul und seit November 2017 ist sie mit Mehmet, einem Geschäftsmann aus Abu Dhabi und ehemaligen Basketball-Profi verheiratet.